# 朱丽叶·阿万
朱丽叶·阿万（Juliette Ah-Wan，1981年4月29日—），塞舌爾女子羽毛球運動員。

## 簡歷
2013年8月，朱丽叶·阿万出戰在毛里裘斯羅斯希爾舉行的非洲羽毛球錦標賽，與艾莉森·卡米尔合作赢得女子雙打冠軍。

## 主要比賽成績
只列出曾進入準決賽的國際賽事成績：
| 年份   | 賽事                 | 公開賽級別 | 項目     | 搭檔            | 成績   |
| ------ | -------------------- | ---------- | -------- | --------------- | ------ |
| 2003年 | 全非運動會羽毛球比賽 | 其他       | 混合團體 | －              | 銅牌   |
| 2003年 | 全非運動會羽毛球比賽 | 其他       | 女子單打 | －              | 銅牌   |
| 2003年 | 全非運動會羽毛球比賽 | 其他       | 女子雙打 | Shirley Etienne | 銅牌   |
| 2007年 | 全非運動會羽毛球比賽 | 其他       | 混合團體 | －              | 銅牌   |
| 2007年 | 全非運動會羽毛球比賽 | 其他       | 混合雙打 | 喬基·卡皮頓     | 金牌   |
| 2009年 | 肯亞羽毛球國際賽     | 國際系列賽 | 混合雙打 | 喬基·卡皮頓     | 準決賽 |
| 2009年 | 毛里裘斯羽毛球國際賽 | 國際系列賽 | 女子單打 | －              | 冠軍   |
| 2009年 | 毛里裘斯羽毛球國際賽 | 國際系列賽 | 女子雙打 | 苏珊·伊达       | 冠軍   |
| 2009年 | 毛里裘斯羽毛球國際賽 | 國際系列賽 | 混合雙打 | 喬基·卡皮頓     | 亞軍   |
| 2013年 | 非洲羽毛球錦標賽     | 其他       | 混合團體 | －              | 季軍   |
| 2013年 | 非洲羽毛球錦標賽     | 其他       | 女子雙打 | 艾莉森·卡米尔   | 冠軍   |
| 2014年 | 非洲羽毛球錦標賽     | 其他       | 混合團體 | －              | 季軍   |
| 2014年 | 非洲羽毛球錦標賽     | 其他       | 女子雙打 | 艾莉森·卡米尔   | 亞軍   |
| 2015年 | 非洲羽毛球錦標賽     | 其他       | 混合團體 | －              | 季軍   |
| 2015年 | 非洲羽毛球錦標賽     | 其他       | 女子雙打 | 艾莉森·卡米尔   | 冠軍   |
| 2015年 | 非洲羽毛球錦標賽     | 其他       | 混合雙打 | 乔基·卡皮顿     | 季軍   |
| 2018年 | 非洲羽毛球錦標賽     | 其他       | 女子雙打 | 艾莉森·卡米尔   | 冠軍   |

| 2007-2017年 | 首要超級賽 | 超級賽 | 黃金大獎賽 | 大獎賽 | 國際挑戰賽 | 國際系列賽 | 未來系列賽 | 其他 |

| 2018-2026年 | 總決賽 | 超級1000賽 | 超級750賽 | 超級500賽 | 超級300賽 | 超級100賽 | 國際挑戰賽 | 國際系列賽 | 未來系列賽 | 其他 |

### 奧運會和世錦賽參賽紀錄
|          | 搭檔        | 2007 | 2008 |
| -------- | ----------- | ---- | ---- |
| 混合雙打 | 乔基·卡皮顿 | 64強 | 16強 |